# Die Croods – Alles auf Anfang
Die Croods – Alles auf Anfang (Originaltitel: The Croods: A New Age) ist ein US-amerikanischer Computeranimationsfilm aus dem Jahr 2020. Der Film wurde von Joel Crawford inszeniert und von Dan Hageman, Kevin Hageman, Paul Fisher und Bob Logan geschrieben. Als Produzent fungierte Mark Swift. Die Croods – Alles auf Anfang wurde von DreamWorks Animation produziert und stellt eine Fortsetzung zu Die Croods (2013) dar. In den Hauptrollen sind Nicolas Cage, Emma Stone, Ryan Reynolds, Catherine Keener, Clark Duke, Cloris Leachman, Peter Dinklage, Leslie Mann und Kelly Marie Tran zu hören. Der Film startete am 8. Juli 2021 in den deutschen Kinos.

## Handlung
Eep und ihre Familie sind zusammen mit Guy und ihren Haustieren Chunky und Douglas immer noch auf der Suche nach einem Ort, an dem sie sich niederlassen können. Dabei stolpern sie über ein idyllisches, paradiesisches Land voller Landwirtschaft, in das sich die Croods schnell verlieben. Dort finden sie aber nicht nur eine Fülle an Essen, sondern auch eine andere Familie: Phil und Hope Betterman. Die Bettermans heißen die Croods als Gäste in ihrem riesigen Baumhaus willkommen, wo sie deren Tochter Dawn treffen, die sich sofort mit Eep anfreundet. Das Leben bei den Bettermans wird für Grug erniedrigend, da sich die Bettermans bald als technologisch fortschrittlicher, wohlerzogener und sichtlich herablassender gegenüber den Croods erweisen. Da sie glauben, dass es Guy bei ihnen besser geht, hecken sie einen Plan aus, um ihn dazu zu bringen, die Croods zu verlassen. Bei allen Intrigen merken beide Familien schnell, dass sie sehr unterschiedlich leben. So müssen sie sich an ihren neuen gemeinsamen Alltag anpassen. Die Bewältigung einiger Gefahren hilft ihnen dabei voneinander zu lernen und mutiger zu werden. So dringen Punch Monkeys in das „Paradies“ ein und entführen Grug, Phil und Guy, woraufhin die verbliebenen Croods und Bettermans sich auf den Weg machen, um die Männer zu befreien. Dabei müssen sie erneut Gefahren bestehen, wie auch die Entführten, die im Gladiatorenstil gegeneinander kämpfen und einer riesigen Monsterspinne geopfert werden sollen. Im letzten Moment werden sie in einem langen und gefährlichen Kampf von ihren Freunden und Verwandten gerettet, bei dem das Monster in den Tod stürzt und die Familien entkommen können.
Nachdem die Gefahren überstanden und ihre Differenzen beigelegt sind, erlauben die Bettermans den Croods als Nachbarn in ihrem Land zu leben, wobei Guy erkennt, dass Eep sein „Morgen“ ist. Guy und Eep ziehen schon bald zusammen und Grug gibt ihnen seinen Segen. Auch mit den Punch Monkeys können sie sich arrangieren und dulden sie als ihre Nachbarn.

## Synchronisation
| Rolle            | Originalsprecher | Synchronisation       |
| ---------------- | ---------------- | --------------------- |
| Grug Crood       | Nicolas Cage     | Uwe Ochsenknecht      |
| Eep Crood        | Emma Stone       | Janin Ullmann         |
| Guy              | Ryan Reynolds    | Jacob Weigert         |
| Dawn Betterman   | Kelly Marie Tran | Dalia Mya Schmidt-Foß |
| Phil Betterman   | Peter Dinklage   | Dennis Schmidt-Foß    |
| Hope Betterman   | Leslie Mann      | Dascha Lehmann        |
| Ugga Crood       | Catherine Keener | Arianne Borbach       |
| Thunk Crood      | Clark Duke       | Chris Tall            |
| Großmutter Crood | Cloris Leachman  | Luise Lunow           |

## Rezeption

### Einspielergebnisse
Die Croods – Alles auf Anfang hat in den Vereinigten Staaten und Kanada 58,6 Millionen US-Dollar eingespielt, in anderen Gebieten 157,4 Millionen US-Dollar, was einem weltweiten Gesamtumsatz von 216 Millionen US-Dollar entspricht. Es war der erste Animationsfilm, der während der COVID-19-Pandemie veröffentlicht wurde, und der erste Familienfilm seit Sonic the Hedgehog, der die 200-Millionen-Dollar-Marke durchbrach.
In China spielte der Film am Eröffnungstag 3 Millionen US-Dollar ein und belegt damit 2020 nach Tenet und Mulan den dritten Platz für einen Hollywood-Film. Insgesamt erreichte der Film in kurzer Zeit die Gesamtsumme von über 57 Millionen US-Dollar.

### Kritiken
Kritiker bezeichneten „Die Croods – Alles auf Anfang“ als „eine durchaus anständige Fortsetzung“ und lobten die Besetzung.
Bei Rotten Tomatoes waren 77 % der 155 Kritiken des Films positiv und die durchschnittliche Bewertung lag bei 6,4/10. Der Konsens der Kritiker der Website lautete: „Ein weiterer angenehmer Ausflug für den titelgebenden prähistorischen Clan The Croods: A New Age könnte für Eltern das fehlende Bindeglied zwischen gehobenerer, familienfreundlicher Kost sein.“ Laut Metacritic erhielt der Film „gemischte oder durchschnittliche Kritiken“.
Ben Kenigsberg von der New York Times gab eine gemischte bis positive Kritik ab und schrieb: „Niemand würde es einen großen Sprung auf der Evolutionsleiter nennen, aber die animierte Fortsetzung The Croods: A New Age ist etwas lustiger als ihr brauchbarer Vorgänger aus dem Jahr 2013.“
Die Zeitschrift Epd Film wertete: „Das Spiel damit, Konflikte und Gewohnheiten der Gegenwart im Gewand einer bunt erfundenen ‚Steinzeit‘ in die Vergangenheit zu versetzen, wird in den CROODS-Filmen noch ein Stück weiter getrieben als in der Ice-Age-Reihe mit ihren tierischen Protagonisten. Hier gibt es verliebte Teenager, ‚moderne‘ Mädchenfreundschaften (wenn Eep mit Dawn zu einer Spritztour außerhalb der Mauern aufbricht) und vor allem letztlich sentimentale Väter, die nicht loslassen können. Natürlich lernen am Ende beide Familien voneinander, das ist vorhersehbar, immerhin verleiht der Film allen Figuren individuelles Profil, aber für Überraschungen sorgt hier eher die bunte Tierwelt, bevölkert von originellen Fabelwesen.“

## Fernsehserie
Eine Fortsetzung als Zeichentrickserie mit dem Titel The Croods: Family Tree erfolgte 2021 mit einer zum großen Teil veränderten Besetzung der Rollen.